# Воля-Лаговська
Воля-Лаговська (пол. Wola Łagowska) — село в Польщі, у гміні Лагув Келецького повіту Свентокшиського воєводства.
Населення — 510 осіб (2011).
У 1975-1998 роках село належало до Келецького воєводства.

## Демографія
Демографічна структура на день 31 березня 2011 року:
|          | Загалом | Допрацездатний вік | Працездатний вік | Постпрацездатний вік |
| -------- | ------- | ------------------ | ---------------- | -------------------- |
| Чоловіки | 263     | 62                 | 172              | 29                   |
| Жінки    | 247     | 58                 | 135              | 54                   |
| Разом    | 510     | 120                | 307              | 83                   |